# Afrikamesterskabet i håndbold 1981 (mænd)
Afrikamesterskabet i håndbold 1981 for mænd var den fjerde udgave af Afrikamesterskabet i håndbold for mænd. Turneringen havde deltagelse af 8 hold. Turneringen blev afholdt i 1981 fra den 17. til 31. juli i tunesiens hovedstad Tunis af Confédération Africaine de Handball (CAHB). Algeriet vandt turneringen mod Elfenbenskysten. De forsvarende mestre, samt værten Tunesien fik en tredjeplads. Fjerdepladsen gik til Egypten, femtepladsen til Angola og sjettepladsen til Nigeria. Efter dem fulgte Folkerepublikken Congo og Guinea på hhv. 7 og 8.-pladsen.

## Placeringer
| Plac.  | Hold                   |
| ------ | ---------------------- |
| Guld   | Algeriet               |
| Sølv   | Elfenbenskysten        |
| Bronze | Tunesien               |
| 4.     | Egypten                |
| 5.     | Angola                 |
| 6.     | Nigeria                |
| 7.     | Folkerepublikken Congo |
| 8.     | Guinea                 |